# University Challenge
University Challenge is een Brits tv-quizprogramma dat voor het eerst werd uitgezonden in 1962. De strijd gaat telkens tussen twee universiteiten uit het Verenigd Koninkrijk, die elk spelen met een ploeg van vier personen. 
913 afleveringen werden uitgezonden op ITV van 21 september 1962 tot 31 december 1987, gepresenteerd door quizmaster Bamber Gascoigne. De BBC blies het programma op 21 september 1994 nieuw leven in met Jeremy Paxman als quizmaster. 
Paxman was voor de laatste keer gastheer in de 52e serie in 2023. Vanaf het seizoen 2023-2024 werd hij opgevolgd door Amol Rajan.